# Schefflera harmsii
Schefflera harmsii är en araliaväxtart som beskrevs av James Francis Macbride. Schefflera harmsii ingår i släktet Schefflera och familjen araliaväxter. IUCN kategoriserar arten globalt som otillräckligt studerad. Inga underarter finns listade.